# شهرستان سیمئونوفگراد
شهرستان سیمئونوفگراد (به بلغاری: Simeonovgrad Municipality) یک شهرستان در بلغارستان است که در استان خاسکوو واقع شده‌است. شهرستان سیمئونوفگراد ۲۲۲٫۹۴ کیلومتر مربع مساحت و ۸٬۷۵۵ نفر جمعیت دارد.